# 五條順教
五條 順教（ごじょう じゅんきょう、大正15年（1926年）11月9日 - 平成21年（2009年）5月16日）は、日本の金峯山修験本宗の僧侶、2代管長、金峯山寺28代管領。

## 略歴
1926年（大正15年）、東南院住職、五條覚澄の長男として吉野に生まれる。旧制五條中学校を経て旧制京都第三中学校に転校。出征して復員後に叡山学院に入学。箱崎文応から四度加行を受ける。叡山学院を卒業後に大正大学文学部史学科に編入、書道部部長になる。
1947年（昭和22年）、大峯修験宗として天台宗から独立する。1948年（昭和23年）から大峯奥駈け修行を22年間続ける。
1952年（昭和27年）、大正大学を卒業して吉野に戻り、東南院の副住職に就任。1954年（昭和29年）に住職となる。福田赳夫の助言で開発を止め、後の世界遺産登録に繋げる。
1971年（昭和46年）：2代目管長に就任。1974年（昭和49年）、堂入りを吉野で初めて行い、四無行と名付ける。1975年（昭和50年）に十万枚大護摩供を、1976年（昭和51年）に八千枚大護摩供を行う。
2009年（平成21年）5月16日、心不全にて遷化。四弟の五條覚尭が管長を継いだ。

## 弟子
- 柳澤眞悟
- 田中利典
- 塩沼亮潤

## 兄弟
- 五條覚照
- 五條覚雄
- 五條覚尭